# Supporters' Shield
Supporters' Shield (en español: Escudo de los Aficionados) es un título que se otorga desde 1996 al mejor equipo de la temporada regular de la Major League Soccer (MLS).
El equipo que logra este título se asegura disputar en condición de local los play-off de la fase final de la liga, incluso la final de la Copa MLS en caso de llegar a la instancia final, además de un cupo clasificatorio para participar en la Liga de Campeones de la Concacaf.

## Historia
Mientras que la MLS es similar a las ligas deportivas de América del Norte, en las que el campeón se decide en un sistema de play-off, un grupo de aficionados querían reconocer al equipo con la mayor cantidad de puntos en la temporada regular. Fue galardonado de carácter extraoficial a Tampa Bay Mutiny, el D.C. United y Los Angeles Galaxy para las temporadas 1996, 1997 y 1998, respectivamente. En 1999, el trofeo se entregó de manera oficial al D.C. United.
Desde la temporada 2000, el sistema de adjudicación de puntos en la MLS es el mismo que el estándar FIFA, tres puntos por victoria, uno por empate y ningún punto por una derrota.
En febrero de 2006, la Federación de Fútbol de los Estados Unidos decidió que el ganador de la MLS Supporters' Shield y el vencedor de la MLS Cup representaran a Estados Unidos en la Concacaf Liga Campeones y su predecesora, la Copa de Campeones de la Concacaf.
En siete ocasiones (1997, 1999, 2000, 2002, 2008, 2011, 2017, 2022), el campeón del Supporters' Shield también ha llegado a ganar la MLS Cup en ese mismo año.

## Ganadores de la MLS Supporters' Shield
| Año  | Ganador                | Puntos | Segundo lugar          | Puntos |
| ---- | ---------------------- | ------ | ---------------------- | ------ |
| 1996 | Tampa Bay Mutiny       | 58     | Los Angeles Galaxy     | 49     |
| 1997 | D. C. United           | 55     | Kansas City Wizards    | 49     |
| 1998 | Los Angeles Galaxy     | 68     | D. C. United           | 58     |
| 1999 | D. C. United           | 57     | Los Angeles Galaxy     | 54     |
| 2000 | Kansas City Wizards    | 57     | Chicago Fire           | 57     |
| 2001 | Miami Fusion F. C.     | 53     | Chicago Fire           | 53     |
| 2002 | Los Angeles Galaxy     | 51     | San Jose Earthquakes   | 45     |
| 2003 | Chicago Fire           | 53     | San Jose Earthquakes   | 51     |
| 2004 | Columbus Crew          | 49     | Kansas City Wizards    | 49     |
| 2005 | San Jose Earthquakes   | 64     | New England Revolution | 59     |
| 2006 | D. C. United           | 55     | F. C. Dallas           | 52     |
| 2007 | D. C. United           | 55     | C. D. Chivas USA       | 53     |
| 2008 | Columbus Crew          | 57     | Houston Dynamo F. C.   | 51     |
| 2009 | Columbus Crew          | 49     | Los Angeles Galaxy     | 48     |
| 2010 | Los Angeles Galaxy     | 59     | Real Salt Lake         | 56     |
| 2011 | Los Angeles Galaxy     | 67     | Seattle Sounders F. C. | 63     |
| 2012 | San Jose Earthquakes   | 66     | Sporting Kansas City   | 63     |
| 2013 | New York Red Bulls     | 59     | Sporting Kansas City   | 58     |
| 2014 | Seattle Sounders F. C. | 64     | Los Angeles Galaxy     | 61     |
| 2015 | New York Red Bulls     | 60     | F. C. Dallas           | 60     |
| 2016 | F. C. Dallas           | 60     | Colorado Rapids        | 58     |
| 2017 | Toronto F. C.          | 69     | New York City F. C.    | 57     |
| 2018 | New York Red Bulls     | 71     | Atlanta United F. C.   | 69     |
| 2019 | Los Angeles F. C.      | 72     | New York City F. C.    | 64     |
| 2020 | Philadelphia Union     | 47     | Toronto F. C.          | 44     |
| 2021 | New England Revolution | 73     | Colorado Rapids        | 61     |
| 2022 | Los Angeles F. C.      | 67     | Philadelphia Union     | 67     |
| 2023 | F. C. Cincinnati       | 69     | Orlando City S. C.     | 63     |
| 2024 | Inter de Miami         | 74     | Columbus Crew          | 66     |

## Títulos por club
| Club                   | Títulos | Años                   |
| ---------------------- | ------- | ---------------------- |
| Los Angeles Galaxy     | 4       | 1998, 2002, 2010, 2011 |
| D. C. United           | 4       | 1997, 1999, 2006, 2007 |
| New York Red Bulls     | 3       | 2013, 2015, 2018       |
| Columbus Crew          | 3       | 2004, 2008, 2009       |
| Los Angeles F. C.      | 2       | 2019, 2022             |
| San Jose Earthquakes   | 2       | 2005, 2012             |
| Inter de Miami         | 1       | 2024                   |
| F. C. Cincinnati       | 1       | 2023                   |
| New England Revolution | 1       | 2021                   |
| Philadelphia Union     | 1       | 2020                   |
| Toronto F. C.          | 1       | 2017                   |
| F. C. Dallas           | 1       | 2016                   |
| Seattle Sounders F. C. | 1       | 2014                   |
| Chicago Fire           | 1       | 2003                   |
| Miami Fusion F. C.     | 1       | 2001                   |
| Sporting Kansas City   | 1       | 2000                   |
| Tampa Bay Mutiny       | 1       | 1996                   |

- Sin negrita equipos desaparecidos.